# Marceli Burdelski
Marceli Burdelski (ur. 26 kwietnia 1952 w Wągrowcu) – polski politolog.

## Życiorys
Absolwent Wydziału Dziennikarstwa i Nauk Politycznych Uniwersytetu Warszawskiego (1975). Doktorat uzyskał tamże w 1984 na podstawie napisanej pod kierunkiem Stanisława Pawlaka dysertacji Polityka Stanów Zjednoczonych wobec Korei 1941–1954.
Nauczyciel akademicki Uniwersytetu Gdańskiego, adiunkt w Toruńskiej Szkole Wyższej, wykładowca Wyższej Szkoły Stosunków Międzynarodowych i Amerykanistyki w Warszawie, członek Komitetu Studiów nad Azją i Pacyfikiem Międzynarodowego Towarzystwa Nauk Politycznych, wiceprezes Towarzystwa Azji i Pacyfiku, skarbnik w Zarządzie Głównym Polskiego Towarzystwa Nauk Politycznych, członek Rady Międzynarodowego Stowarzyszenia Nauk Politycznych w kadencji 2006–2009 i 2009–2012, wiceprzewodniczący Komitetu Badawczego 42 IPSA: System of integration divided nations, były zastępca dyrektora Centrum Studiów Azji Wschodniej Uniwersytetu Gdańskiego. Konsultant i były doradca ministra spraw zagranicznych.
Jest specjalistą od spraw dalekowschodnich stosunków międzynarodowych (szczególnie Chiny i Półwysep Koreański).
Żonaty z Elżbietą. Ojciec Przemysława, Remigiusza, Piotra, Pawła.

## Publikacje książkowe
- Marek J. Malinowski, Marceli Burdelski, Taiwan, Poland, Europe in the Age of Globalization.
- Marceli Burdelski, Czynniki warunkujące proces podziału i zjednoczenia Korei.
- Christian Birchmeier, Marceli Burdelski, Eugeniusz Jendraszczak. 50-lecie Komisji Nadzorczej Państw Neutralnych w Korei.
- Marceli Burdelski, Czy Korea będzie zjednoczona do końca XX wieku?
- Waldemar J. Dziak, Marceli Burdelski, Chiny u progu XXI wieku.
- Marceli Burdelski, Waldemar J. Dziak, Republika Chińska na Tajwanie.